# 27 octobre en sport
27 septembre 27 novembre
Chronologies thématiques
- Croisades
- Ferroviaires
- Disney

Le 27 octobre (300e jour de l'année ou 301e en cas d'année bissextile) en sport.

## Événements

### XIXesiècle
- 1888 :
  - (Baseball /World's Championship Series) : fin de la 5e édition aux États-Unis des World's Championship Series de Baseball entre les champions de l'American Association et de la Ligue nationale. Les New York Giants s’imposent (6 victoires, 4 défaites) face aux St. Louis Browns.

### XXesièclede1901à1950
- 1946 :
  - (Sport automobile) : Grand Prix automobile de Penya-Rhin.

### XXesièclede1951à2000
- 1964 :
  - (Automobile) : à Bonneville Salt Flats, Art Arfons établit un nouveau record de vitesse terrestre : 875,699 km/h.

### XXIesiècle
- 2013 :
  - (Compétition automobile/Formule 1) : le pilote automobile allemand Sebastian Vettel remporte le titre de champion du monde de Formule 1 pour la quatrième année consécutive.
- 2020 :
  - Josep Maria Bartomeu démissionne de son poste de président du FC Barcelone.

## Naissances

### XIXesiècle
- 1885 :
  - Hugh Lehman, hockeyeur sur glace canadien. († 8 avril 1961).
- 1887 :
  - Nico de Wolf, footballeur néerlandais. Médaillé de bronze aux Jeux de Stockholm 1912. (5 sélections en équipe nationale). († 18 juillet 1967).

### XXesièclede1901à1950
- 1913 :
  - Luigi Piotti, pilote de courses automobile italien. († 19 avril 1971).
- 1921 :
  - Leonardo Costagliola, footballeur puis entraîneur italien. (3 sélections en équipe nationale). († 7 mars 2008).
- 1922 :
  - Ralph Kiner, joueur de baseball puis consultant TV américain. († 6 février 2014).
- 1930 :
  - Richard Griese, basketteur allemand. († 16 mars 2016).
- 1932 :
  - Harry Gregg, footballeur puis entraîneur nord-irlandais. (25 sélections en équipe nationale). († 16 février 2020).
- 1933 :
  - Valentin Boreyko, rameur puis entraîneur soviétique puis russe. Champion olympique en deux sans barreur aux Jeux de Rome 1960. († 27 décembre 2012).
- 1939 :
  - Jean Djorkaeff, footballeur puis entraîneur et ensuite dirigeant français. (48 sélections en équipe de France). Président de la Commission fédérale de la Coupe de France de 2000 à 2013.
- 1948 :
  - Françoise Hemeryck-Luciani, basketteuse française. (7 sélections en équipe de France).
  - Jean-Claude Misac, cycliste sur route français. († 10 septembre 1975).
- 1950 :
  - Pierre Repellini, footballeur puis entraîneur et ensuite dirigeant sportif français. (4 sélections en équipe de France).

### XXesièclede1951à2000
- 1952 :
  - Atsuyoshi Furuta, footballeur japonais. (32 sélections en équipe nationale).
- 1956 :
  - Christiane Wartenberg, athlète de demi-fond allemande. Médaillée d'argent du 1 500m aux Jeux de Moscou 1980.
- 1957 :
  - Glenn Hoddle, footballeur puis entraîneur anglais. Vainqueur de la Coupe UEFA 1983-1984. (53 sélections en équipe nationale). Sélectionneur de l'équipe d'Angleterre de 1996 à 1999.
- 1959 :
  - Rick Carlisle, basketteur puis entraîneur américain.
- 1960 :
  - Tom Nieto, joueur de baseball américain.
- 1963 :
  - Tom McKean, athlète de demi-fond britannique. Champion d'Europe d'athlétisme du 800 m 1990.
- 1965 :
  - Joël Fréchet, footballeur puis entraîneur et joueur de futsal français. (3 sélections avec l'équipe de France de futsal).
- 1970 :
  - Alain Boghossian, footballeur puis entraîneur français. Champion du monde de football 1998. Vainqueur de la Coupe UEFA 1998-1999. (26 sélections en équipe de France).
- 1971 :
  - Mike Ricci, hockeyeur sur glace canadien. Champion du monde de hockey sur glace 1994.
- 1972 :
  - Santiago Botero, cycliste sur route colombien. Champion du monde de cyclisme sur route contre-la-montre 2002. Vainqueur du Tour de Colombie 2007 et du Tour de Romandie 2005.
  - Maria Mutola, athlète de demi-fond mozambicaine. Championne olympique du 800 m aux Jeux de Sydney 2000 et médaillée de bronze sur 800 m aux Jeux d'Atlanta 1996. Championne du monde d'athlétisme du 800 m 1993, 2001 et 2003.
- 1976 :
  - David Terrien, pilote de courses automobile français.
- 1977 :
  - Kumar Sangakkara, joueur de cricket sri-lankais. (117 sélections en Test cricket).
- 1978 :
  - Sergueï Samsonov, hockeyeur sur glace russe. Médaillé de bronze aux Jeux de Salt Lake City 2002.
- 1979 :
  - Jean-Luc Delpech, cycliste sur route français.
- 1980 :
  - Ondřej Bank, skieur alpin tchèque.
- 1981 :
  - Kristi Richards, skieuse acrobatique canadienne. Championne du monde de ski acrobatique des bosses 2007.
- 1983 :
  - Fabien Barcella, joueur de rugby français. Vainqueur du Challenge européen 2012. (20 sélections en équipe de France).
  - Martin Prado, joueur de baseball vénézuélien.
  - Andriy Yarmolenko, footballeur ukrainien. (62 sélections en équipe nationale).
- 1984 :
  - Matteo Malucelli, pilote de courses automobile italien.
  - Danijel Subašić, footballeur croate. (39 sélections en équipe nationale).
- 1985 :
  - Daniel Kolář, footballeur tchèque. (29 sélections en équipe nationale).
  - Laurisa Landre, handballeuse française. (31 sélections en équipe de France).
- 1986 :
  - Anna Cruz, basketteuse espagnole. (116 sélections en équipe nationale).
  - David Warner, joueur de cricket australien. Champion du monde de cricket 2015. (74 sélections en Test cricket).
  - Louis Williams, basketteur américain.
- 1987 :
  - Yi Jianlian, basketteur chinois. Champion d'Asie de basket-ball 2005, 2011 et 2015. (90 sélections en équipe nationale).
- 1988 :
  - Brady Ellison, archer américain. Médaillé d'argent par équipes aux Jeux de Londres 2012 puis médaillé d'argent par équipes et de bronze en individuel aux Jeux de Rio 2016.
  - Evan Turner, basketteur américain.
- 1990 :
  - Alex Bentley, basketteuse américaine puis biélorusse.
  - Cao Yupeng, joueur de snooker chinois.
  - Ugo Crousillat, poloïste franco-monténégrin. Vainqueur de la Ligue des champions 2017. (28 sélections avec l'équipe de France).
- 1991 :
  - Mohamed Boughanmi, joueur de rugby français.
- 1992 :
  - Brandon Saad, hockeyeur sur glace américain.
  - Stephan El Shaarawy, footballeur italien. (20 sélections en équipe nationale).
- 1993 :
  - Soriah Bangura, basketteur français.
- 1994 :
  - Dallas Moore, basketteur américain.
  - Tim Quarterman, basketteur américain.
  - Rasmus Ristolainen, hockeyeur sur glace finlandais.
  - Kurt Zouma, footballeur français. (2 sélections en équipe de France).
- 1995 :
  - Leon Draisaitl, hockeyeur sur glace allemand.
- 1997 :
  - Lonzo Ball, basketteur américain.
  - Nathan Cayo, basketteur canadien.
  - Ibrahima Sissoko, footballeur français.
- 1998 :
  - Dayot Upamecano, footballeur français. Vainqueur de la Ligue des nations 2021. (4 sélections en équipe de France).

## Décès

### XXesièclede1901à1950
- 1926 :
  - Warren Wood, 39 ans, golfeur américain. Champion olympique par équipes aux Jeux de Saint-Louis 1904. (° 27 avril 1887).

### XXesièclede1951à2000
- 1962 :
  - Otto Froitzheim, 78 ans, joueur de tennis allemand. Médaillé d'argent du simple aux Jeux de Londres 1908. (° 24 avril 1884).
- 1975 :
  - Peregrino Anselmo, 73 ans, footballeur puis entraîneur uruguayen. Champion olympique aux Jeux d'Amsterdam 1928. Champion du monde de football 1930. (8 sélections en équipe nationale). (° 30 avril 1902).
- 1991 :
  - Marc Gignoux, 77 ans, pilote de rallyes automobile et industriel français. (° 11 octobre 1914).

### XXIesiècle
- 2005 :
  - Jozef Bomba, 66 ans, footballeur tchécoslovaque  puis slovaque. (13 sélections avec l'équipe de Tchécoslovaquie). (° 30 mars 1939).
  - George Swindin, 90 ans, footballeur puis entraîneur anglais. (° 4 décembre 1914).
- 2008 :
  - Heinz Krügel, 87 ans, footballeur puis entraîneur est-allemand puis allemand. (° 24 avril 1921).
- 2010 :
  - Frédéric Darras, 44 ans, footballeur français. (° 19 août 1966).
  - Paul Ernst Strähle, 83 ans, pilote de rallyes automobile puis entrepreneur allemand. (° 20 septembre 1927)